# آني لي كوبر
آني لي كوبر (بالإنجليزية: Annie Lee Cooper)‏ هي مدافعة عن الحقوق المدنية أمريكية، ولدت في 2 يونيو 1910 في سلما في الولايات المتحدة، وتوفي بنفس المكان في 24 نوفمبر 2010.